# Bernard Fresson
Pour les articles homonymes, voir Fresson.
Bernard Fresson, né le 27 mai 1931 à Reims et mort le 20 octobre 2002 à Orsay, est un acteur français.

## Biographie

### Famille, formation et débuts
Bernard René Pierre Fresson est le fils de Paul Fresson, boulanger à Reims. Il a une sœur cadette, Annie.
Après le lycée privé Sainte-Geneviève à Versailles, une licence en droit et des études à HEC — promotion Europe — (1953), dont il sort major, il envisage une carrière de sportif professionnel mais préfère entrer à l'école d'art dramatique de Tania Balachova à Paris.

### Carrière
Bernard Fresson travaille tout d'abord avec Jean Vilar. Avec des metteurs en scène comme Roger Planchon ou Robert Hossein, il joue William Shakespeare, Roland Dubillard en passant par Paul Claudel et Peter Ustinov.
En 1959, Alain Resnais le fait débuter au cinéma à 28 ans avec un petit rôle de soldat allemand dans Hiroshima, mon amour. Mais c'est réellement à la fin des années 1960, avec ce même réalisateur, qu'il se distinguera notamment dans Je t'aime, je t'aime ou La guerre est finie.

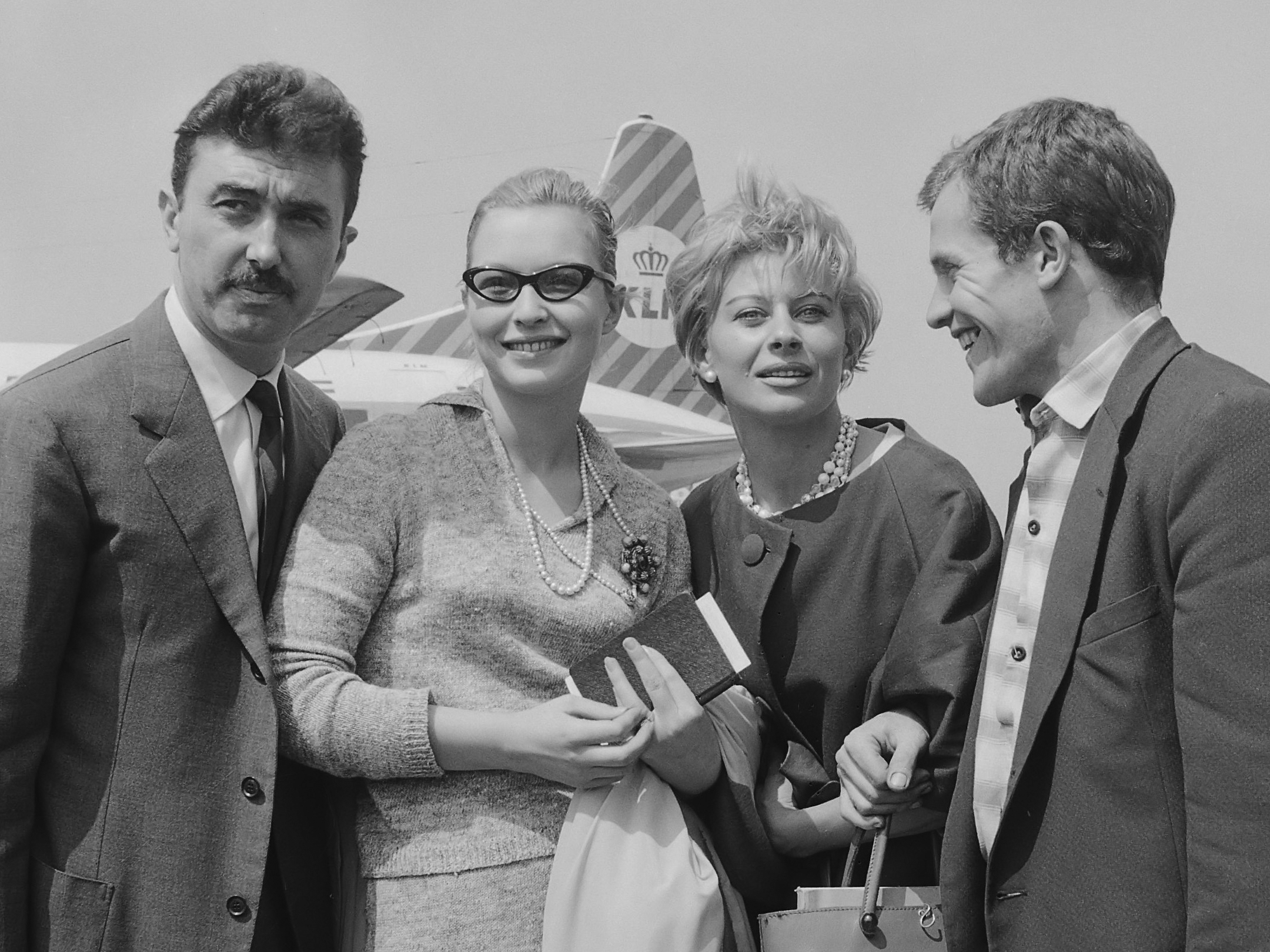
De g. à d., le réalisateur Luciano Emmer, les acteurs Marina Vlady, Magali Noël et Bernard Fresson à l'aéroport d'Amsterdam-Schiphol le 1er juin 1960, en marge du tournage de La Fille dans la vitrine.

Il joue pour Jean Renoir, Henri-Georges Clouzot, Roman Polanski, Philippe Labro, Costa-Gavras, Claude Sautet, Nicole Garcia, Christophe Gans, Yves Boisset et Joël Séria. On le verra avec Philippe Léotard, dans la distribution française de la superproduction hollywoodienne French Connection 2 de John Frankenheimer, aux côtés de Gene Hackman, dans laquelle Fresson joue en anglais.
Pour la télévision, il tourne dans Les Compagnons de Jéhu de Michel Drach en 1965, dans Les Cinq Dernières Minutes en 1967, Jo Gaillard en 1974, et dans Jean Jaurès, vie et mort d'un socialiste d'Ange Casta en 1979.
Après le général Delestraint, dans Jean Moulin, une affaire française aux côtés de Francis Huster, il fera sa dernière apparition dans le téléfilm La Bataille d'Hernani où il incarne Victor Hugo âgé.
Il est notamment nommé à deux reprises aux César pour ses rôles dans Garçon ! (1984) et Place Vendôme (1999).

### Doublage
C'est Bernard Fresson qui effectue le doublage français du personnage du sergent Hartman (R. Lee Ermey) dans le film Full Metal Jacket (1987) de Stanley Kubrick.

### Vie privée
En 1962, Bernard Fresson épouse Frédérique Ruchaud. Le couple a deux enfants : Joséphine (née en 1956) et Frédéric (né en 1962). Le 4 janvier 1988, il épouse en secondes noces Sophie Levrez.

L'acteur a eu une longue liaison, chaotique, avec Annie Girardot, comme le raconte la fille de celle-ci dans La mémoire de ma mère . Annie Girardot est victime de violences conjugales, notamment quand Fresson lui fracture toute la mâchoire.

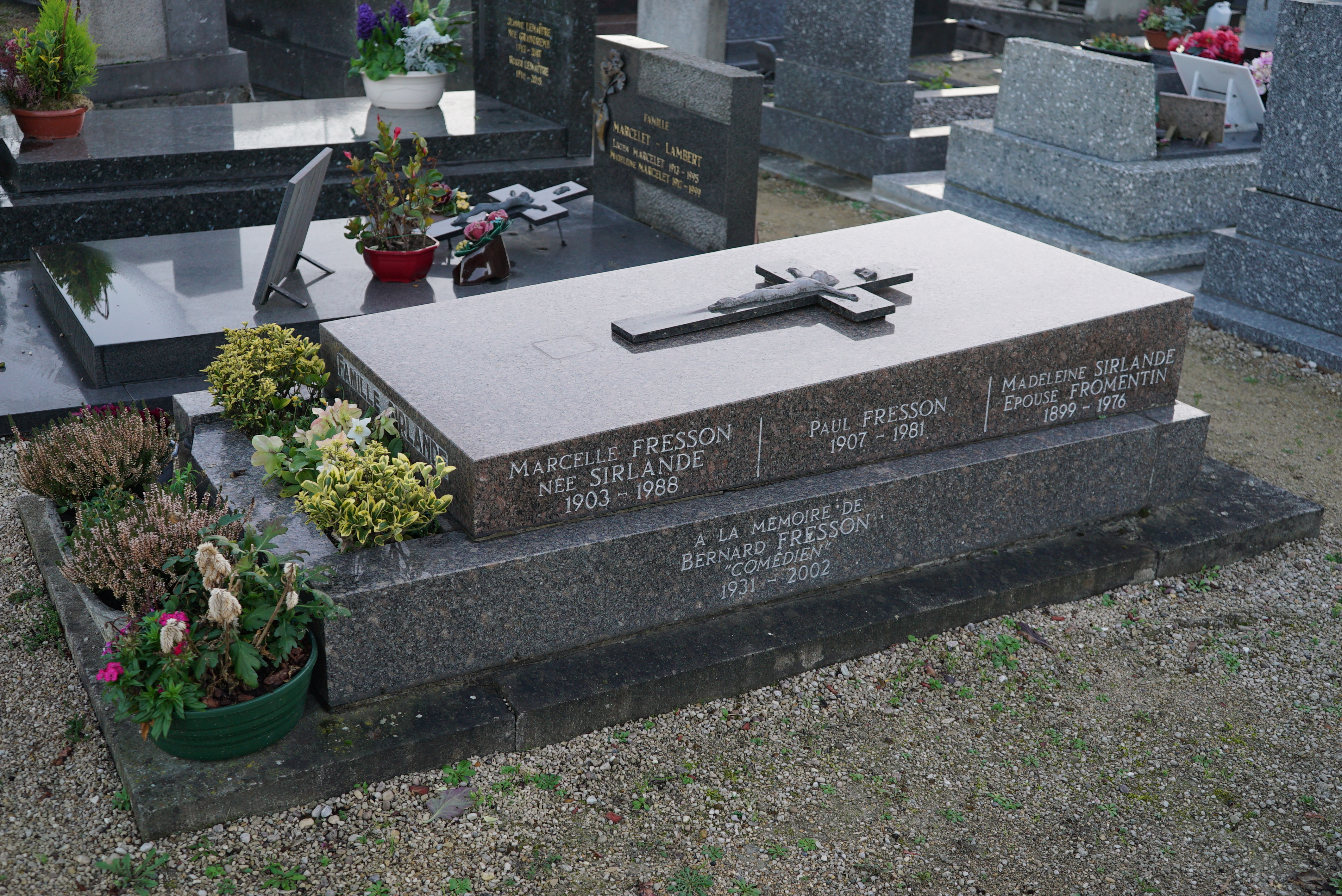
Tombe de la famille Fresson au cimetière de l'Est de Reims (division 36), avec une mention à la mémoire de Bernard Fresson.

### Mort
Bernard Fresson meurt des suites d'un cancer le 20 octobre 2002 à l'âge de 71 ans à Orsay. 
Sa crémation a lieu au crématorium du cimetière du Père-Lachaise à Paris, et ses cendres sont dispersées dans le jardin du souvenir de ce même cimetière. 
Ne reposant effectivement pas dans le caveau familial situé dans la 36e division du cimetière de l'Est à Reims, on peut néanmoins y lire un hommage sur la tranche de la pierre tombale : « À la mémoire de Bernard Fresson, comédien, 1931-2002 ».

## Filmographie

### Cinéma

#### Années 1950
- 1956 : Les Copains du dimanche d'Henri Aisner
- 1959 : Hiroshima, mon amour d'Alain Resnais : un allemand
- 1959 : Le Testament du docteur Cordelier de Jean Renoir

#### Années 1960
- 1960 : La Blessure d'Edmond Lévy (court métrage)
- 1960 : Le Sahara brûle de Michel Gast
- 1961 : La Fille dans la vitrine de Luciano Emmer : Vicenzo
- 1961 : La Bride sur le cou de Jean Aurel, Jack Dunn Trop et Roger Vadim : Serge
- 1962 : Les Suédoises à Paris (Svenska flickor i Paris) de Barbro Boman : Pierre
- 1962 : Le Jour le plus long de Ken Annakin, Andrew Marton et Bernhard Wicki
- 1964 : Le Train de John Frankenheimer : le conducteur allemand du train à la fin (non crédité)
- 1965 : La Grosse Caisse d'Alex Joffé : un employé du métro
- 1965 : Cent briques et des tuiles de Pierre Grimblat : l'agent de police
- 1965 : Le Ciel sur la tête d'Yves Ciampi : Laurent
- 1966 : La Surface perdue de Dolorès Grassian (court-métrage)
- 1966 : La Guerre est finie d'Alain Resnais : André Sarlat
- 1966 : Paris brûle-t-il ? de René Clément : l'agent de liaison des FFI
- 1967 : Soleil Ô de Med Hondo
- 1967 : Mon amour, mon amour de Nadine Trintignant : Serge
- 1967 : La Fantastique Histoire vraie d'Eddie Chapman de Terence Young : Raymond, le résistant français
- 1967 : Belle de jour de Luis Buñuel : le Grelé
- 1967 : Jeudi on chantera comme dimanche de Luc de Heusch : Jean
- 1967 : Loin du Vietnam de Chris Marker : Claude Ridder
- 1967 : Contacts de Dolorès Grassian (court-métrage)
- 1968 : Tante Zita de Robert Enrico : Boni
- 1968 : L'Écume des jours de Charles Belmont : Nicolas
- 1968 : Je t'aime, je t'aime d'Alain Resnais : Bernard Hannecart
- 1968 : Adieu l'ami, de Jean Herman : l'inspecteur Antoine Méloutis
- 1968 : La Prisonnière d'Henri-Georges Clouzot : Gilbert Moreau
- 1969 : L'Américain de Marcel Bozzuffi : Raymond
- 1969 : Z de Costa-Gavras : Matt

#### Années 1970
- 1970 : Un condé d'Yves Boisset : l'inspecteur Barnero
- 1970 : Trop petit mon ami d'Eddy Matalon : Philippe Algir
- 1970 : Le Portrait de Marianne de Daniel Goldenberg : Alfred
- 1970 : La Dame dans l'auto avec des lunettes et un fusil d'Anatole Litvak : Jean Yvain
- 1970 : Soleil Ô de Med Hondo
- 1971 : Max et les Ferrailleurs de Claude Sautet : Abel Maresco
- 1971 : La Femme sandwich (Macédoine) de Jacques Scandelari
- 1971 : Un peu de soleil dans l'eau froide de Jacques Deray : Jean
- 1972 : Les Feux de la Chandeleur de Serge Korber : Marc Champenois, un instituteur ami de Marie-Louise
- 1972 : Trois milliards sans ascenseur de Roger Pigaut : Julien
- 1973 : Il n'y a pas de fumée sans feu d'André Cayatte : le docteur Peyrac
- 1974 : Ursule et Grelu de Serge Korber : Grelu
- 1975 : French Connection 2 de John Frankenheimer : Barthélémy
- 1975 : Le Futur aux trousses de Dolorès Grassian : Sermenze, le P.D.G
- 1975 : Les Galettes de Pont-Aven de Joël Séria : le peintre professionnel
- 1976 : Il pleut sur Santiago de Helvio Soto : un ministre
- 1976 : L'Ordinateur des pompes funèbres de Gérard Pirès : Delouette
- 1976 : Mords pas, on t'aime d'Yves Allégret : Georges, le père
- 1976 : Le Locataire de Roman Polanski : Scope
- 1976 : Marie-Poupée de Joël Séria : Sergio, le métayer
- 1976 : Cours après moi que je t'attrape de Robert Pouret : un inconnu au café
- 1976 : Un type comme moi ne devrait jamais mourir de Michel Vianey : Max
- 1976 : Mado de Claude Sautet : Julien, l'associé de Simon
- 1977 : Le Dernier Baiser de Dolorès Grassian : le mari
- 1977 : À chacun son enfer d'André Cayatte : Bernard Girard
- 1977 : Les Passagers de Serge Leroy : Fabio
- 1978 : L'Amant de poche de Bernard Queysanne : Gilbert
- 1978 : Autopsie d'un complot de Mohamed Slimane Riad : Jacques Serrano
- 1978 : La Petite Fille en velours bleu d'Alan Bridges : le professeur Lherbier
- 1979 : On efface tout de Pascal Vidal : Ballendier

#### Années 1980
- 1981 : Le Guépiot de Joska Pilissy : Claude Chériot, le père
- 1981 : L'Ogre de Barbarie de Pierre Matteuzzi : Duperret
- 1981 : Madame Claude 2 de François Mimet : Paul Barton
- 1982 : Espion, lève-toi d'Yves Boisset : Henri Marchand
- 1983 : Garçon ! de Claude Sautet : Francis Clash
- 1984 : Clash, de Raphaël Delpard
- 1984 : Rive droite, rive gauche de Philippe Labro : François-René Pervillard, le président et homme d'affaires louche
- 1984 : Réveillon chez Bob de Denys Granier-Deferre : Kremeur
- 1985 : Le Maître-chanteur de Mathias Ledoux (court-métrage)
- 1985 : Zielscheiben de Volker Vogeler : Fütterer
- 1985 : L'Amour ou presque de Patrice Gautier : le pyromane
- 1988 : Sweet Lies de Nathalie Delon : M. Leguard
- 1988 : En toute innocence d'Alain Jessua : Serge Cohen
- 1988 : Bonjour l'angoisse de Pierre Tchernia : le commissaire Maréchal
- 1989 : Sons d'Alexandre Rockwell : Baker
- 1989 : Sans espoir de retour de Samuel Fuller : Morin

#### Années 1990
- 1990 : Le Dénommé de Jean-Claude Dague : le parrain
- 1990 : Bal perdu de Daniel Benoin : Bernard d'Espira
- 1990 : Équipe de nuit de Claude d'Anna : Schlossberg
- 1991 : Money de Steven Hilliard Stern : Henri Landau
- 1991 : Dingo de Rolf de Heer : Jacques Boulain
- 1993 : Germinal de Claude Berri : Victor Deneulin
- 1996 : Mon homme de Bertrand Blier : le directeur du personnel
- 1998 : Le serpent a mangé la grenouille d'Alain Guesnier : Maillet
- 1998 : Place Vendôme de Nicole Garcia : Vincent Malivert

#### Années 2000
- 2000 : Six-Pack d'Alain Berberian : Paul Benetti
- 2000 : L'Envol de Steve Suissa : Victor
- 2001 : Le Pacte des loups de Christophe Gans : Mercier
- 2001 : La Beauté sur la terre d'Antoine Plantevin
- 2002 : L'Adversaire de Nicole Garcia : le père de Christine

### Télévision

#### Années 1950
- 1955 : Crime et Châtiment de Stellio Lorenzi

#### Années 1960
- 1961 : L'Amour des trois oranges de Pierre Badel
- 1961 : La caméra explore le temps (épisode « Les Templiers » de Stellio Lorenzi)
- 1963 : La caméra explore le temps (épisode « La Vérité sur l'affaire du courrier de Lyon ») de Stellio Lorenzi : Chéron
- 1966 : Le Théâtre de la jeunesse (épisode « La Clef des cœurs » d'Yves-André Hubert[8])
- 1966 : Derrière l'horizon de Jean-Pierre Marchand
- 1966 : Beaumarchais ou 60 000 fusils de Marcel Bluwal
- 1967 : L'Œuvre de Pierre Cardinal
- 1969 : Les Frères Karamazov de Marcel Bluwal

#### Années 1970
- 1971 : Des amis très chers d'Abder Isker (téléfilm) : Robert
- 1972 : Les Misérables de Marcel Bluwal : Javert
- 1975 : Naïves Hirondelles de Michel Genoux
- 1975 : Jo Gaillard : rôle-titre
- 1976 : L'Appel de la forêt de Jerry Jameson
- 1978 : Les Deux Berges de Patrick Antoine
- 1979 : Le Dernier Regard de l'aigle de Jean-Jacques Lagrange et Michel Viala
- 1979 : Efficax de Philippe Ducrest
- 1979 : L'Accident
- 1979 : Hamlet de Renaud Saint-Pierre
- 1979 : La Nasse de Pierre Matteuzzi
- 1979 : La Chaine de Claude Santelli

#### Années 1980
- 1980 : Légitime Défense de Claude Grinberg
- 1980 : Tartuffe ou l'Imposteur de Jean Pignol
- 1980 : Jean Jaurès: vie et mort d'un socialiste d'Ange Casta
- 1982 : Non récupérables de Franck Apprederis
- 1983 : U Catenacciu de Antoine-Léonard Maestrati
- 1983 : Thérèse Humbert de Marcel Bluwal
- 1984 : Pauline ou l'écume de la mer de Patrick Bureau
- 1984 : Lucienne et le boucher de Pierre Tchernia
- 1984 : Les Chiens de Jérusalem (I Cani di Gerusalemme) de Fabio Carpi
- 1984 : Série noire : Sa majesté le flic de Jean-Pierre Decourt :le commissaire Jévard
- 1984 : Yalta d'Yves-André Hubert
- 1984 : Le Scénario défendu de Michel Mitrani
- 1985 : Music Hall de Marcel Bluwal
- 1986 : L'Affaire Marie Besnard d'Yves-André Hubert
- 1986 : La Guerre du cochon de Gérard Chouchan
- 1986 : Soldat Richter de Jean Pignol
- 1989 : L'Été de la révolution de Lazare Iglesis
- 1989 : L'Ami Giono : Solitude de la pitié de Marcel Bluwal
- 1989 : L'Étrange histoire d'Emilie Albert de Claude Boissol
- 1990 : Voyage of Terror: The Achille Lauro Affair d'Alberto Negrin
- 1990 : La Nuit africaine de Gérard Guillaume

#### Années 1990
- 1991 : Quiproquos ! de Claude Vital
- 1991 : Le Stagiaire de Jacques Rouffio
- 1992 : L'Élixir d'amour de Claude d'Anna
- 1993 : L'Interdiction de Jean-Daniel Verhaeghe, d'après L'Interdiction d'Honoré de Balzac.
- 1994 : Le Milliardaire de Jacques Ertaud
- 1994 : La Règle de l'homme de Jean-Daniel Verhaeghe
- 1995 : Ils n'ont pas 20 ans de Charlotte Brandström
- 1995 : L'Énigme d'un jour (L'Ombra abitata) de Massimo Mazzucco
- 1995 : Pasteur, cinq années de rage de Luc Béraud
- 1996 : Le Vent de l'oubli de Chantal Picault
- 1996 : Le Cheval de cœur de Charlotte Brändström
- 1997 : Une soupe aux herbes sauvages d'Alain Bonnot
- 1997 : La Sauvageonne de Stéphane Bertin
- 1998 : Les Brumes de Manchester de Jean-Daniel Verhaeghe
- 1998 : Manège de Charlotte Brändström
- 1999 : Juliette de Jérôme Foulon

#### Années 2000
- 2000 : Roule routier de Marion Sarraut
- 2000 : Marion et son tuteur de Jean Larriaga
- 2000 : Sans famille de Jean-Daniel Verhaeghe
- 2001 : Les Duettistes : Le môme de Denys Granier-Deferre
- 2002 : Angelina de Claude d'Anna
- 2002 : La Bataille d'Hernani de Jean-Daniel Verhaeghe
- 2003 : Jean Moulin, une affaire française de Pierre Aknine
- 2003 : Une si jolie mariée de Jacques Audoir

#### Feuilletons et séries
- 1965 : Quelle famille ! de Roger Pradines
- 1966 : Les Compagnons de Jéhu de Michel Drach
- 1967 : Les Cinq Dernières Minutes (épisode « La Mort masquée » de Guy Lessertisseur)
- 1972 : Les Misérables de Marcel Bluwal
- 1975 : Jo Gaillard : rôle-titre
- 1980 : L'Aéropostale, courrier du ciel de Gilles Grangier
- 1981 : L'Ennemi de la mort de Roger Kahane
- 1983 : Fabien de la Drôme de Michel Wyn
- 1983 : La Guérilla ou les Désastres de la guerre de Mario Camus
- 1986 : L'Ami Maupassant de Claude Santelli (segment « La Petite Roque »)
- 1988 : Le Loufiat d'Annie Butler, Peter Deutsch, Maurice Fasquel et Pierre Sisser
- 1989 : Maria Vandamme de Jacques Ertaud
- 1989 : Les Nuits révolutionnaires de Charles Brabant
- 1992 : Un enfant dans la tourmente (Il prato delle volpi) de Piero Schivazappa
- 1992 : Les Aventures du jeune Indiana Jones : Joffre
- 1996 : Le Baron (Il barone) d'Alessandro Fracassi, Richard T. Heffron et Enrico Maria Salerno
- 1997 : Entre terre et mer d’Hervé Baslé : le père Léon Lebreton

### Doublage

#### Cinéma

##### Films
- 1983 : La Quatrième Dimension : Bill (Vic Morrow)
- 1987 : Full Metal Jacket : le sergent Hartman (R. Lee Ermey)

## Théâtre
- 1956 : Les Amants puérils de Fernand Crommelynck, mise en scène Tania Balachova, Théâtre des Noctambules
- 1957 : Athalie de Racine, mise en scène Jean Gillibert, Théâtre Récamier
- 1958 : Horace de Corneille, mise en scène Jean Gillibert, Théâtre de l'Alliance française
- 1958 : Corvara de Marie Susini, Théâtre de l'Œuvre
- 1959 : Les Petits Bourgeois de Maxime Gorki, mise en scène Grégory Chmara, Théâtre de l'Œuvre
- 1960 : Barrage contre le Pacifique de Marguerite Duras, adaptation Geneviève Serreau, mise en scène Jean-Marie Serreau, Studio des Champs-Élysées
- 1960 : Le gosse de Moony ne doit plus pleurer, Parle-moi comme la pluie et laisse-moi écouter, Portrait d'une madone, Propriété condamnée de Tennessee Williams, mise en scène Robert Postec, Théâtre de l'Alliance française
- 1961 : Naïves Hirondelles de Roland Dubillard, mise en scène Arlette Reinerg, Poche Montparnasse
- 1961 : Les Troyennes d'Euripide, mise en scène Jean Tasso, Théâtre Récamier
- 1963 : Les Officiers de Jakob Michael Reinhold Lenz, mise en scène Jean Tasso, Théâtre Récamier
- 1964 : Troïlus et Cressida de William Shakespeare, mise en scène Roger Planchon, Théâtre de l'Odéon
- 1965 : La Collection et L’Amant d'Harold Pinter, mise en scène Claude Régy, Théâtre Hébertot
- 1966 : Le Knack d'Ann Jellicoe, mise en scène Michel Fagadau, Théâtre de la Gaîté-Montparnasse
- 1967 : Rosencrantz et Guildenstern sont morts de Tom Stoppard, mise en scène Claude Régy, Théâtre Antoine
- 1967 : L'Anniversaire d'Harold Pinter, mise en scène Claude Régy, Théâtre Antoine
- 1968 : Dialogues d'exilés de Bertolt Brecht, mise en scène Tania Balachova, Théâtre des Mathurins
- 1969 : Le Jardin des délices de Fernando Arrabal, mise en scène Claude Régy, Théâtre Antoine
- 1970 : Brouart et le désordre de Claude Aveline, mise en scène Jean Meyer, Théâtre des Célestins
- 1970 : Massacrons Vivaldi de David Mercer, mise en scène Andréas Voutsinás, Théâtre de l'Épée de Bois
- 1971 : Le Doux Oiseau de la jeunesse de Tennessee Williams, mise en scène André Barsacq, Théâtre de l'Atelier
- 1973 : Butley de Simon Gray, mise en scène Michel Fagadau, Théâtre des Célestins, Théâtre de la Gaîté-Montparnasse
- 1978 : Hamlet de William Shakespeare, mise en scène Daniel Benoin, Festival de Saintes
- 1979 : Danton et Robespierre, mise en scène Robert Hossein, Palais des congrès de Paris
- 1982 : La Dixième de Beethoven de Peter Ustinov, mise en scène Philippe Rondest, Théâtre de la Madeleine
- 1986 : Don Carlos de Friedrich von Schiller, mise en scène Michelle Marquais, Festival d'Avignon, Théâtre de la Ville
- 1988 : La Liberté ou la mort d'après Danton et Robespierre d'Alain Decaux, Stellio Lorenzi et Georges Soria, mise en scène Robert Hossein, Palais des congrès de Paris
- 1990 : La Danse de mort d’August Strindberg, mise en scène Lucian Pintilie, Théâtre de la Ville
- 1993 : La Chatte sur un toit brûlant de Tennessee Williams, mise en scène Michel Fagadau, Théâtre Marigny
- 1998: Surtout ne coupez pas d'après Sorry, wrong number de Lucille Fletcher, mise en scène Robert Hossein, Théâtre Marigny (intervention filmée)
- 1998 : Pâte feuillettée de Alain Stern, mise en scène Didier Long, Petit Théâtre de Paris
- 2001 : L’Éducation de Rita de Willy Russel, mise en scène Michel Fagadau, Comédie des Champs-Élysées

## Distinctions

### Récompense
- Prix du Syndicat de la critique 1974 : meilleur comédien dans Butley

### Nominations
- César 1984 : César du meilleur acteur dans un second rôle pour Garçon !
- César 1999 : César du meilleur acteur dans un second rôle pour Place Vendôme

### Décorations
- Chevalier de l'ordre national du Mérite (février 1986)[réf. souhaitée]
- Commandeur de l'ordre des Arts et des Lettres (février 1990)[réf. souhaitée]
- Chevalier de la Légion d'honneur (juillet 1994)[réf. souhaitée]

### Hommage
- Une rue de Reims, sa ville natale, porte son nom.[réf. souhaitée]